# Мішель Шарль Дюрьє де Мезоннев
Мішель Шарль Дюрьє де Мезоннев (фр. Michel Charles Durieu de Maisonneuve; 1796–1878) — французький військовий діяч та ботанік, працював у Бордо.

## Біографія
Мішель Шарль Дюр'є народився 7 грудня 1796 року в комуні Сент-Етроп-де-Борн у французькому департаменті Лот і Гаронна. Навчався у військовій школі Брієн, потім перейшов у Сен-Сір, де став лейтенантом. З 1813 року служив у французькій армії, брав участь у військових походах у Франції та Іспанії. У 1823 році Дюр'є взяв участь у взятті форту Трокадеро, що завершило громадянську війну в Іспанії. У 1825 році Мішель Шарль зацікавився альгологією, став вивчати прибережні водорості. Дюр'є де Мезоннев взяв участь у Морейській експедиції французької армії, де служив до 1848 року. У 1835 році він подорожував по Іспанії та Португалії, досліджував місцеву флору. У 1840—1844 роках Дюр'є брав участь у науковій експедиції в Алжир, де зібрав безліч зразків рослин-криптогам (лат. Cryptogamae). З 1858 до 1876 року Дюр'є де Мезоннев працював директором Ботанічного саду Бордо, з 1867 до 1877 року він був професором Університету Бордо. Мішель Шарль Дюр'є помер 20 лютого 1878 року.
Зразки вищих рослин, зібрані Дюрьє, зберігаються в Паризькому національному гербарії у Музеї природної історії (P). Зразки мохів, грибів і водоростей зберігаються в Криптогамічному гербарії Музею (PC).

## Окремі наукові роботи
- Durieu de Maisonneuve, M.; Bory de Saint-Vincent, M.M. (1846—1849). Exploration scientifique de l'Algérie. Botanique I. 600 p.
- Durieu de Maisonneuve, M.; Cosson, M.E. (1849—1868). Exploration scientifique de l'Algérie. Botanique II. 333 p.
- Plantae Selectae Hispano-Lusitanicae, Section I. 1856.[2]

## Роди раслин, названі на честь М.Ш.Дюрьє
- Duriaea Bory & Mont., 1843, nom. illeg. [syn.  Riella Mont., 1852][3][4]
- Durieua Boiss. & Reut., 1842, nom. illeg. [syn.  Daucus L., 1753]
- Durieua Mérat, 1829 [syn.  Lafuentea Lag., 1816]
- Duriella Bory ex Billot, 1861 [syn.  Riella Mont., 1852]
- Maisonneuvea Trevis., 1877 [syn.  Riella Mont., 1852]
- Riella Mont., 1852